# Thiania aura
Thiania aura là một loài nhện trong họ Salticidae.
Loài này thuộc chi Thiania. Thiania aura được Dyal miêu tả năm 1935.